# Rissoina melanelloides
Rissoina melanelloides är en snäckart som beskrevs av Baker, Hanna och Strong 1930. Rissoina melanelloides ingår i släktet Rissoina och familjen Rissoidae. Inga underarter finns listade i Catalogue of Life.